# Língua hokkien
Hokkien /hoʊˈkiːn/ ou /hɒˈkiɛn/ (chinês tradicional: 福建話, chinês simplificado: 福建话, pinyin: Fújiànhuà) ou Quanzhou–Zhangzhou (Chinchew–Changchew; BP: Zuánziū–Ziāngziū) é um grupo de dialetos chineses Min Nan mutuamente inteligíveis falados em todo o Sudeste Asiático e por muitos chineses ultramarinos. O hokkien se originou a partir de um dialeto no sul de Fujian. Ele está intimamente relacionado com o teochew, embora a compreensão mútua seja difícil, e é um pouco mais distantemente relacionado com hainanese. Além do hokkien, há também outros dialetos na província de Fujian.

## Distribuição geográfica
O hokkien é originário da região sul da província Fujian, um importante centro de comércio e migração, e desde então se tornou uma das variedades chinesas mais comuns no exterior. O principal polo de variedades hokkien fora de Fujian é Taiwan, onde, durante os 200 anos do governo da dinastia Qing, milhares de imigrantes de Fujian chegavam anualmente. As variantes de Taiwan, agora chamados coletivamente de hokkien taiwanês, têm origens em Xiamen, Quanzhou, Zhangzhou e Zhangpu.
Há muitos falantes de hokkien entre os chineses ultramarinos no Sudeste Asiático, bem como no Estados Unidos. Muitos chinesas étnicos emigraram para a região foram de Hoklo ao sul de Fujian, e trouxe a língua para o que é agora o Myanmar, Indonésia (antiga Índias Orientais Holandesas) e as atuais Malásia e Singapura (anteriormente Malásia britânica e Estabelecimentos dos Estreitos). Muitos dos dialetos hokkien desta região são muito semelhantes aos de Taiwan e Amoy. O hokkien é declaradamente a língua nativa de até 98,5% do chinês filipino nas Filipinas, entre os quais é conhecido localmente como Lan-nang ou Lán-lâng-oē ("língua do nosso povo"). Alguns destes utilizam uma língua mista com o inglês e o tagalo, chamada hokaglish. Falantes nativos de hokkien formam o maior grupo de chineses em Singapura, Malásia e Indonésia.